# Гекеду
Гекеду (на френски: Gueckedou, Guéckédougou, Guéckédou или Guékédou) е град в Гвинея, център на едноименната префектура. Намира се на границата със Сиера Леоне и с Либерия. Разположен е в гориста местност във високопланинските земи на страната. Местното население принадлежи предимно към етноса киси и говори едноименния език.
Градът е главен център за търговия с ориз, кафе, орехи от кола и палмово масло. Изградени са правителствена болница и фабрика за палмово масло и сапун. През 1951 година тук е организирана мисия на Римокатолическата църква.
В началото на 21 век градът и районът около него стават център на бойни действия, когато бунтовници от Либерия атакуват гвинейската армия.

## Население
Гекеду е град с изключително динамично демографско развитие. Между 1983 и 2008 година населението му е нараства с огромни темпове. Това се дължи до голяма степен на притока на бежанци, бягащи от гражданските войни в Сиера Леоне и други околни държави. Докато през 1983 година Гекеду представлява незначителна паланка с тържище, с население от 2800 жители, то през 2008 населението му достига 221 715 жители. За сравнение, през 1996 населението на Гекеду наброява 79 140 жители, т.е. в периода от 12 години между 1996 и 2008 средното годишно увеличение е от 8,56 %. Така Гекеду се превръща в третия по население град в Гвинея след Конакри и Нзерекоре и преди Канкан.